# 阿普阿雷马
阿普阿雷马是巴西巴伊亚州的一个市镇。总面积150.69平方公里，总人口7219人，人口密度47.9人/平方公里。